# Endomorfisme

Exemple d'un endomorfisme.

En matemàtiques, un endomorfisme és un morfisme que té com a codomini el mateix conjunt que el seu domini. Si a més el morfisme és bijectiu s'acostuma a parlar d'automorfisme.

## Àlgebra lineal
En l'àlgebra lineal, quan es fa referència a morfismes aquests ho són d'espais vectorials, és a dir, es parla d'aplicacions lineals. Per tant, sigui E un espai vectorial, un endomorfisme és qualsevol aplicació f:E→E lineal. Seguint la usual identificació de les aplicacions lineals amb matrius, el conjunt d'endomorfismes en un espai vectorial de dimensió n està en correspondència bijectiva amb el conjunt de matrius quadrades n×n. Això permet definir-hi conceptes com els de polinomi característic, polinomi mínim o valors i vectors propis que són molt importants en aquesta branca algebraica i en la geometria lineal i afí.

## Àlgebra universal
En general, es parla d'endomorfismes dins de qualsevol categoria de morfismes (o homomorfismes). Per exemple, un endomorfisme del grup G és un homomorfisme de grups h:G→G.
Suposem un objecte X d'una certa categoria C, i dos endomorfismes {\displaystyle f,g:\mathbf {X} \rightarrow \mathbf {X} }, la composició de funcions f∘g és també un endomorfisme. Com que l'aplicació identitat és també un endomorfisme, es pot observar que en el conjunt de tots els endomorfismes de X, {\displaystyle {\mathcal {E}}nd(\mathbf {X} )}, es poden definir certes categories.